# (33472) Yunorperalta
1999 FN42 (asteroide 33472) é um asteroide da cintura principal. Possui uma excentricidade de 0.14939780 e uma inclinação de 6.43017º.
Este asteroide foi descoberto no dia 20 de março de 1999 por LINEAR em Socorro.